# 指盘涧蟾
指盘涧蟾（学名：Ansonia latidisca），又称为三发涧蟾（Sambas stream toad）、婆罗洲彩虹蟾（Bornean rainbow toad）、彩虹蟾蜍，是蟾蜍科涧蟾属的物种，分布于印度尼西亚与马来西亚。它的自然栖息地为亚热带与热带潮湿的低地森林及河流。其生存因栖息地破坏而受到威胁。

## 保护状况
2010年保护国际组织在其发行的《全球寻找失去的两栖动物》（Global Search for Lost Amphibians）中将指盘涧蟾列为“世界最想找到的十大两栖动物”（world's top 10 most wanted frogs）之一。2011年7月，由Indraneil Das博士率领的来自马来西亚砂拉越大学的科学家在西沙捞越Gunung Penrissen山脉中一棵树的树枝上发现了三只指盘涧蟾。這是1924年對上一次發現之後，人类再一次发现其踪迹。